# Denys Sokołowski
Denys Mychajłowycz Sokołowski, ukr. Денис Михайлович Соколовський (ur. 26 marca 1979 w Doniecku) – ukraiński piłkarz, grający na pozycji pomocnika.

## Kariera piłkarska

### Kariera klubowa
Syn znanego piłkarza Mychajła Sokołowskiego. W 1996 rozpoczął karierę piłkarską w drużynie Szachtar Makiejewka. 26 lipca 1998 w składzie Metałurha Donieck debiutował w Wyższej Lidze. W grudniu 1999 wyjechał zagranicę, gdzie podpisał kontrakt z greckim Panioniosem GSS. W 2001 przeniósł się do KP Police, a zimą 2002 do Pogoni Szczecin. Latem 2002 powrócił do Ukrainy, gdzie został piłkarzem Worskły Połtawa. Następnie występował w klubach Obołoń Kijów, Zirka Kirowohrad, Olimpija FK AES Jużnoukraińsk i Krywbas Krzywy Róg. Na początku 2005 wyjechał do Azerbejdżanu, gdzie bronił barw FK Qarabağ Ağdam. Po powrocie grał w klubach z niższych lig na Ukrainie, m.in. Spartak Sumy, Krymtepłycia Mołodiżne, Tytan Donieck i Słowchlib Słowiańsk.